# ابن القمر (أغنية)
ابن القمر (بالإسبانية: Hijo de la Luna)‏ أغنية للفريق الإسباني للموسيقى تكنو البوب ميكانو، ألفها وأنتجها خوسيه ماريا كانو. تم إعلانها عام 1986 وتم إصدارها رسمياً في الخامس والعشرون من يوليو 1987. كانت الأغنية القصيرة الخامسة والعشرون من ألبوم بين السما والأرض.
 خوسيه ماريا كانو (مؤلف موسيقي) موسيقي ومؤلف وفنان إسباني مبدِع ولد في مدريد في 21 فبراير عام 1959. كون الفريق الإسباني ميكانو مع أخيه ناتشو كانو  والمطربة أنا تروخا. ومنذ عام 2002 كرس حياته للرسم فقط.

## ميكانو
عام 1980 إتحد كلاً من ناتشو كانو (ولد في مدريد، السادس والعشرون من فبراير عام 1963 . ملحن ومنتج. في عامه التاسع عشر استطاع ان يكون رقم واحد في إسبانيا، ومنذ ذلك الحين واصل طريقه ليصبح رقم واحد في باقي بلدان العالم. يعد ناتشو كانو من أفضل الموسيقين والملحنين لموسيقي البوب الأسبانية، خلال العشرين سنة الأخيرة. قام بتلحين أغنيات كتبت بحروف من دهب في تاريخ الموسيقي الأسبانية. من ضمن هذه الأغنيات أغنية «فقدت في غرفتي» وأغنية «السابع من سبتمبر».), أنا تروخا (ولدت في مدريد، الثامن والعشرون من ديسمبر عام 1959 . مطربة لموسيقي البوب الأسبانية، كانت المطربة الرئيسية لفريق ميكانو بجانب الأخوين ناتشو وخوسيه ماريا كانو، حيث استطاعوا أن يحققوا نجاح مذهل في أسبانيا والعديد من البلدان الأخري. من أكثر أعمالها نجاحاً، إبتسامة، قلوب وأبن القمر.)و خوسيه ماريا كانو ليكونوا فريق ميكانو الذي حظي بنجاح مذهل في أسبانيا وأمريكا اللاتينة وبلاد أخري. علي الرغم من أن الأغنيات التي حظت بنجاح كبير في البداية كانت لأخيه (ناتشو كانو), ولكن مع مرور الوقت وخاصتاً عام 1984 عندما إشتري أول بيانو خاص به، حيث إنتهي من تأليف أغاني كلاسيكية(تعد الموسيقي الكلاسيكية تجربة لذاتها، بعكس باقي أنواع الموسيقي التي تقوم بخدمة محتوي الأغنية. (البيانو (معرب: البِيانُ) هي آلة ذات مفاتيح يتم إصدار الصوت فيها من خلال المفاتيح التي تطرق على الأوتار المعدنية وكلمة بيانو إيطالية وهي تعني لين أو رقيق وتجدر الإشارة أن البيانو يشبه القانون (آلة الموسيقى الشرقية) من حيث أن كل علامة موسيقية ناتجة عن اهتزاز ثلاثة أوتار مشدودة على نفس التردد، فيما يرى بعض مورخي الموسيقى، كالموسيقار اللبناني المصري سليم سحاب، أن البيانو هو تطور عن شكل القانون. تصنع المفاتيح للبيانوهات الغالية من عاج الفيل.)
في الموسيقي الكلاسيكية، تلعب الموسيقي دور الشريك مع النص الموسيقي. يتم دائماً تقديم الموسيقي الكلاسيكية في مناخ وقور، حيث يستمع الجمهور للموسيقي في جو من الهدوء والسكون ويكون هذا بمثابة احترام وتقدير لفن الموسيقي. ولا يقوم العازفين بأي علاقة مباشرة مع الجمهور المستمع مثل باقي أنواع الموسيقي.) للفرقة مثل هواء، ابن القمر، إمراءة ضد إمراءة، صليب من الشفرات.
ميكانو هو فريق أسباني لموسيقي البوب، نشط بين عامي 1981 و 1992. وفي عام 1998، عاد الفريق للظهور من جديد، ولكن نشاطه كان سريع الزوال، حيث استمر ثمانية أشهر فقط، بعد نشر الألبوم المزدوج الذي تم تجميعه والذي يحتوي على سبعة أغنيات جديدة سُجلت خصيصاً لهذه المناسبة.
تألف الفريق من أنا تروخا والأخويين ناتشو وخوسيه ماريا كانو، وكان خارج الفريق ولكن جزء مُكمل للفرقة، لكلاً من جلسات الدراسة وأيضا الجلسات المباشرة، كبار الموسيقيين بين البعثيين والطبالون وكان من بينهم أرتوره تيريسا، مانولو أغيلار، ناتشو مانو، جافيير كيليز، والطبالون اْنخيل سيدا وأوسكار أستروجا. حقق فريق ميكانو صوت البوب الذي تطور من جهورية الصوت البحتة «تكنو»، خلال مرحلته الأولي بين عامي (1981 و 1985) إلي مذهب التوفيق بين النقيضين بين عامي (1986 و 1992) والتي تعتبر الفترة الفنية الثانية، وخلال هذه الفترة برهن الفريق الأسباني ميكانو علي براعته من خلال مجموعة إنتاج كبيرة وجلب أساليب مختلفة، دائماً من خلال منهج موحد، تم اكتسابه من خلال صوت البوب المنشد، الذي كان غربال مساوي للمفاهيم الفنية المختلفة لمؤلفيها الاْثنين. وصلت مبيعات فرقة ميكانو حتي الآن أكثر من 25 مليون ألبوم في جميع أنحاء العالم، نجاح هذا الفريق لم يسبق له مثيل في عالم الموسيقي والغناء الأسبانية، وتشمل أيضا بلدان مختلفة في ثقافتها الموسيقية مثل أسبانيا، المكسيك، كولومبيا، فينزويلا، الأرجنتين، بورتو ريكو وشيلي، بما في ذلك الفلبين والولايات المتحدة الأمريكية الناطقة للغة الأسبانية. بفضل التعديلات التي أجريت علي العديد من أغانيه إلي لغات أخري، أصبح الفريق معروفاً حتي في البلاد التي لا تتحدث الأسبانية مثل إيطاليا وفرنسا وبلجيكا وكندا وسويسرا، مع تسليط الضوء علي الإعداد الإيطالي لألبوم الأول والأخير ابن القمر والأربع ألبومات الأخيرة ذات الإعداد الفرنكوفوني لأغنية «إمراءة ضد إمراءة»، والتي لا تزال حتي اليوم الأعنية الأجنبية التي شغلت لعدة أسابيع مرتبة ن ْ1 . بشكل رئيسي في قوائم الأغاني الفرنسية الناجحة.حفلاتهم الموسيقية المباشرة لا تزال ضمن الأحداث الموسيقية التي لا تُمحي من ذاكرة الموسيقي الأسبانية.

## النموذج الأول
في الأصل، قد كتبت هذه الأغنية المطربة الإسبانية إيزابيل بانتوخا، التي رفضت النموذج الأول معتبرة أنه شعبي جدا عن أسلوب الأغنيات التي كانت تبحث عنها في هذا الوقت.(الفن الشعبي أو الفن الفلكلوري؛ هو إنتاج تلقائي ارتجالي فردي، يقره المجموع ويستسيغه وتحفظه وتتوارثه الأجيال، حتى يصير جزء ثقافي في العقل الجمعي، بل يصل الأمر بأن يحفظ كموروث بيولوجي من أصل ثقافي، ويختلف الفن الشعبي من حضارة لأخرى.
تتعدد صور الفن الشعبي بين مسموع ومرئي، ويظهر جليا في أهازيج وهدهدة ومناغاة الأم لرضيعها، وحكاوي الأجداد للأحفاد، وأساطير الأمم، وأغاني الأفراح، ويدخل في ذلك الغناء والإنشاد الديني، وأناشيد التحميس التدريبي الرياضي والعسكري والملاحم والقصص، وجميع ما يسمع من غناء تراثي، لا يدعيه مؤلف أو ملحن، يشجي أذن الجميع، ويحرك المشاعر مسموعا، ومنه ما يقر العين مرئيا من تراث معماري شعبي، وزي شعبي.) لذلك تم ضم الاغنية الي اغنيات الالبوم (بين السما والارض) وكان نجاح ليس فقط في أسبانيا ولكن أيضا في العديد من بلدان أمريكا الاتينية وأوربا والفلبين.
وقد ترجمت فرقة ميكانو هذه الأغنية الي لغات متعددة.النسخة الإيطالية كانت ضمن الألبوم (فيجليو ديا لونا)، وقد تم نشره عام 1989. النسخة الفرنسية، والتي كانت ضمن الألبوم (ايدالاي) كانت ناجحة جدا في فرنسا وفي عدة بلاد فرنكوفونية، مثل بلجيكا، كندا، سويسرا وهايتي.

## غلاف الأغنية المنفردة
تصميم غلاف هذه الأغنية المنفردة مازال محدد ضمن الحد الأدني للجمالية، وذلك لأنه تصوير ثنائي اللون بين الرمادي الفاتح والأسود. الغلاف يظهر لنا أعضاء فرقة ميكانو الثلاثة محتلين الجزء الأوسط والسفلي منه، ناتشو كانو في الجانب الأيسر، ناظراً إلي الأرض، وقريب جداً منه، أنا تروخا مكتوفي الايدي، محدقاً إلي الأمام، محتلين تقريباً الجزء الأوسط من الغلاف، ونجد خوسيه ماريا منفصل قليلاً عنهم في الجزء الأيمن موازياً ناتشو، مع النظر الي اسفل. عنوان الأغنية يظهر في اليسار العلوي والكلمة «ميكانو» (كل باحرف صغيرة) ويشغل ذلك المساحة الفارغة التي تفصل ما بين خوسيه وأنا تروخا. يدير التصميم البياني إستبديو غاتي وقد قام بمهمة الصور اليخاندرو كابريرا.

## قائمة أغنيات

### الاْغنية القصيرة للفينيل (7")

#### الجانب أ
- ابن القمر، المدة (4:25)

#### الجانب ب
- بحثت عنك، المدة (2:56)

## تفسيرات
كان هناك العديد من التفسيرات حول هذه الأغنية، وفقاً لكلمات الأغنية، فهي تعكس عادات وتقاليد الفلكلور (الفلكلور هو مجموعة الفنون القديمة والقصص والحكايات والأساطير المحصورة بمجموعة سكانية معينة في أي بلد من البلاد. ويتم نقل المعرفة المتعلقة بالفلكلور من جيل إلى جيل عن طريق الرواية الشفهية غالبا وقد يقوم كل جيل بإضافة أشياء جديدة أو حذف أشياء لتتوافق في النهاية مع واقع حياته التي يعايشها وهذا الإبداع ليس من صنع فرد ولكنه نتاج الجماعة الإنسانية ككل في مجتمع ما . أصل تسمية فلكلور جاء من اللغة الألمانية (Volkskunde) ومعناها بالعربية (علم الشعوب) وكلمة فلكلور يقابلها باللغة العربية (التراث) وهو إرثنا عن أسلافنا من الثقافة.) الشعبي للغجر، كالعبادة والتبجيل الصوفي للقمر، ضمن طقس منتشر عالمياً . في حين أن الأغنية تعكس الحب، الهجر، سوء الفهم، الطبقية والعنصرية.
وفقاً لأغنية، تحكي عن خداع غجري مزعوم، وطفل غير مرغوب فيه من قِبل والده الشرعي، والذي بقي يتماً من ناحية الأم ومهجوراً من ناحية الأب، وفي النهاية بقي تحت تبني ورعاية القمر .
كلمات هذه الأغنية، تحكي عن امرأة غجرية، وقعت في الحب مع شخص غجري من عنصر قليل القيمة وكانت لديها الرغبة في الزواج منه . بالرغم من أن القوانين المقيدة عند كل الغجر تمنع ذلك لأنه لا ينتمي إلي نفس القبيلة. (الغجر: توجد آراء مختلفة بشأن تاريخ الغجر وأصولهم، أحدهم أن هؤلاء الأقوام أصلا من شعوب الهند وإيران ومناطق وسط وجنوب آسيا، هاجروا من أراضيهم في حوالي القرن الرابع الميلادي، وأوضح بعض المؤرخين أنهم في أواسط القرن الخامس عشر (1440م تقريبا) وصلوا إلى مناطق المجر وصربيا وباقي بلاد البلقان الأخرى، ثم بعد ذلك انتشروا في بولندا وروسيا، واستمر انتشارهم إلى أن بلغوا السويد وإنجلترا في القرن السادس عشر الميلادي، كما استوطنوا في إسبانيا بأعداد كبيرة).
وبنوبات البكاء دعت هذه الغجرية إلي القمر وهو في مرحلة اكتماله (قمر).بدء القمر أن يحدثها من السماء وقدم لها العلاج، وهو أن تقدم إبنها في مقابل أن تتزوج بالشخص الذي ترغب فيه . بينما كان القمر في المقابل يضع والدة الطفل تحت اختبار موجهاً لها سؤال إذا كانت تحب إبنها أو إنها تستطيع أن تضحي به من أجل زوجها . وتشير كلمات الأغنية إلي ذلك في الجزء: «أن الذي يضحي بأبنه، حتي لا يبقي وحيداً، قليليون من يحبوه».
تم الزواج، بالرغم من أن الأتفاق بين المراءة والقمر لم يتم، حيث ان رغبة القمر كانت حماية حياة تلك الغجرية، بصرف النظر عن رغبتها في أن تكون أم وأن يكون لديها ابن من الشخص الذي دعت أن تتزوج منه، وذلك لأن القمر كان يعلم النهاية المأسوية التي ستواجهها وهي أن إبنها لم يكن سيولد بنفس الصفات البدنية والعنصرية كالوالده . وفيما بعد، وضعت السيدة الغجرية طفلها البكري وبقت مصدومة هي وزوجها، وذلك لأن طفلهما ولد بعيب خلقي في المهق.(لمهَق (بالإنجليزية: albinism) (الألبينية)، ويعرف المصاب به بعدو الشمس، هي حالة وراثية ناتجة عن غياب صبغة في الأعين والجلد والشعر. تظهر هذه الحالة عند التقاء مورثات متنحية موروثة من كل من الأبوين. وعادة ما تتسبب الألبينية في عدة مشاكل متعلقة بالحساسية الضوئية في البصر والجلد. المعلومات الواردة في هذا المقال تغطي الألبينية البشرية، وإن كانت خصائص عديدة من المشروحة هنا تنطبق على حالة الألبينو في الكائنات الأخرى.
يمنع المورث المسبب للمهق جسم الفرد من صنع الكميات الطبيعية من صبغة تدعى ميلانين، وتصنف كل حالة مهق حسبما إذا كانت موجبة أو سالبة تيروسينيز. في حالات المهق موجبة تيروسينيز يكون إنزيم تيروسينيز موجودا لكنه غير قادر على دخول الخلايا القتامينية لينتج الميلانين، أما في الحالات سالبة تيروسينيز فإن هذا الإنزيم لا ينتج في الجسم.
هناك عدة مورثات أثبت علميا ارتباطها بالمهق، أو هي بالأحرى طفرات اصابت المورثات الطبيعية. كل هذه الطفرات تؤدي إلى تغيرات في إنتاج الميلانين. يساعد الميلانين على حماية الجلد من الأشعة فوق البنفسجية الواردة من الشمس. يفتقر جلد المصابين بالمهق إلى هذه الصبغة الواقية وبالتالي يتعرضون بسهولة للحروق الناتجة عن التعرض للشمس. كما يتسبب غياب الميلانين من الأعين إلى مشاكل في البصر، حيث أن العين لا تكتمل بشكل طبيعي في غياب الصبغة.
يتصف المصابون بالمهق الشامل عموما بشعر أبيض كالكتان، وعينين زرقاوين وجلد أبيض شاحب مما يميز شكلهم عن باقي الأفراد. في بعض الحالات لا يكون غياب صبغة الشعر كاملا فيظهر الشعر أصهبا فاتحا أو متوسطا بدلا من الأبيض. غالبا ما يكون المصاب بالمهق ذا بشرة يفوق شحوبها باقي أفراد عائلته. الخرافة الشائعة من أن كل مصاب بالمهق لهم شعر أبيض وعينان حمراوان غير صحيحة، إذ أن القزحية عديمة الصبغة في الإنسان تكون زرقاء وليست وردية كما في أنواع أخرى من الحيوانات، كما أن العين البشرية، بسبب حجمها، أعمق من أن يظهر بؤبؤها أحمر بدلا من الأسود، بفعل الشعيرات الدموية في قاعها.
مع هذا فإن نمو المصابين بالمهق يكون طبيعيا مثل أقرانهم، كما لا تتأثر حالتهم الصحية العامة ولا متوسط أعمارهم ولاذكائهم، ولا تتأثر قدرتهم على الإنجاب. فرصة ميلاد أطفال ألبينو عند زواج شخص ألبينو بشخص غير ألبيني ضعيفة جدا كما سيلي شرحها.)ولهذا السبب كان أبيض وذو عيون رمادية، وقد تسببت الظروف الخُلقية للطفل في نقص الميلانين لديه (الميلانين (باللاتينية: Melanin) هي مادة صبغية بروتينية تُفرز من قبل خلايا تدعى الخلايا الطلائية وتكون في جلد الإنسان وكذلك في بصيلات الشعر وغيرها).
والد الطفل لم يتقبله كطفل شرعي ونفي أبويته، وذلك لأنه لا يشيببهم في البشرة الداكنة والعيون السوداء. اعتقد والد الطفل أن زوجته قد ارتكبت فاحشة الزنا وقتلها طعناً بسكين كان يحملها في يده، وهكذا كانت الوفاة الماْسوية لوالدة الطفل.
وبعد ذلك تخلص الغجري من إبنه بأن وضعه علي قمة جبل، وتركه هناك دون شعور. وعندما رأه القمر وهو يترك إبنه، اختار القمر الطفل ورفعه بشعاع من النور إلي السماء. حيث وجد الطفل في النهاية السعادة الحقيقة مع والدته بالتبني . 
ونري ذلك في الجزء من كلمات الأغنية : أيها القمر، تريد أن تكون أم، ودون أن ترغب في أن تكون إمراءة . قُل لي أيها القمر الفضي، ماذا ستفعل مع هذا الطفل البشري ؟ . وعلي ما يبدو فقد تحولت هذه الكلمات إلي أشعار، تخشي ما ستقوله الشمس، عندما يصارع القمر من أجل رغبته وسعادته في أن يكون أم .وفي النهاية يقول : «وفي الليالي التي كان فيها القمر مكتمل، كان كذلك لاْن الطفل كان بخير، وإذا بكي الطفل، يتضائل القمر ليهئ له مهد» في هذا الجزء، طبيعة القمر الصناعي، القمر، يستحق ان يكون أم، وتنتهي رغبته المنتصرة بسعادة . كل ذلك يعتمد علي الاْساطير والحكايات الغجرية عن المعتقدات والخرافات .
التفسير الرئيسي والأصدق أن الأغنية تألفت على شكل أسطورة لشرح مراحل اكتمال القمر، (الليالي التي كان فيها القمر مكتمل ... وإذا بكي الطفل يتضائل القمر). الرسالة التي تحملها هذه الأغنية هو التغلب علي أسباب التحيز العنصرية والطبقية. كما فعلوا باغنيتم (إمراءة ضد إمراءة) في ألبوم (عطلة يوم الأحد) حيث كانت تهدف الأغنية إلي التغلب علي التحيزات التي سببها الجنسية المثلية.

## نوع موسيقى
الإسلوب الغالب علي هذه الأغنية هو نمط موسيقي البوب، مندمجة مع العناصر الفلكلورية الغجرية، مع بعض اللمسات العربية (إعداد الأغنية).(موسيقى البوب موسيقى شعبية منتشرة في العالم بمختلف اللغات نشأت في الولايات المتحدة الأمريكية والمملكة المتحده وكندا وشرق آسيا والقليل من الدول العربية من أشهر مغنيي لموسيقي البوب والملقب بملك البوب مايكل جاكسون. والملقبة بملكة البوب هي مادونا وليدي غاغا والملقبة باميرة البوب هي بريتني سبيرز. ومن المعروفين بأغاني البوب هم جاستن بيبر كريستينا أغويليرا وباكستريت بويز وويتني هيوستن ومادونا وليدي غاغا وجورج مايكل ونيللي فرتادو وهيلاري داف وجيسيكا سمبسون وآشلي تيسدال وآشلي سمبسون ومايلي سايروس (هانا مونتانا)وسيلينا غوميز وشاكيرا وباولينا روبيو وأديل وغيرهم الكثير. أطلق مصطلح أغنية بوب أول مرة عام 1926 وبدأت في أمريكا عام 1950 وهي تتنوع ما بين الجيتار الكهربائي والدرمز وأورغ ;أصلها يتكون من تجمع الموسيقى الشعبية الأمريكية قديماً مثل الروك والبلوز، تعتبر موسيقى البوب من أشهر أنواع الموسيقى العالمية، كلمة بوب (pop) مأخوذة من الكلمة (popular) باللغة الإنجليزية وتعني المشهور أو الشعبي. وهي شبيهة بموسيقى الروك.)
موسيقى الروك (بالإنجليزية: Rock Music) هي أحد أنواع الموسيقى الشعبية التي ظهرت في ستينيات القرن العشرين في الولايات المتحدة وبريطانيا. تعود جذورها إلى الأربعينيات من القرن نفسه [1]، وتطورت من موسيقى الروك آند رول التي نشأت بدورها من تداخل أنماط موسيقية كانت سائدة آنذاك كالبلوز والكانتري والفولك [2]، ليتولد هجين موسيقي يعتمد على ثلاثة آلات رئيسية هي الإيتار الكهربائي والبيس غيتار والدرمز.

## إصدرات لفنانين أخرين

المطربة لونا التي غنت ابن القمر في ألبوم قمر صغير

وفيما بعد، فقد قام فنانين أخرين بغناء هذه الأغنية القصيرة، ولكن بأساليبهم الخاصة، وحالياً هي الأغنية الأسبانية الأكثر إصداراً في العالم .
| اسم الفنان                     | الألبوم                                         | السنة |
| ------------------------------ | ----------------------------------------------- | ----- |
| أنديا كارو                     | ابن القمر                                       | 1988  |
| إيليني ديمو                    | يسقط القمر (باليونانية) من ألبوم الحياة لا تكفي | 1991  |
| تولا أمبريلا                   | نجل القمر                                       | 1992  |
| مونتسيرات كابايا               | أبدية كابايا                                    | 1993  |
| إديتوس                         | رحلة دائمة                                      | 1995  |
| ماريا دولوريس براديرا          | الآس القلوب                                     | 1999  |
| لونا                           | قمر صغير                                        | 1999  |
| سارة باريتمان                  | القمر                                           | 2000  |
| إيفانا جوردون                  | أنا أعلم أنه يشعر (بالصربية)                    | 2001  |
| بيا بيريز                      | كل شئ                                           | 2001  |
| بالينسيا كلاركسون              | قمر قمر                                         | 2001  |
| ماريو فرانجوليس                | أحياناً أحلم                                     | 2002  |
| أندرياس وينكلر                 | أغنية حب                                        | 2003  |
| ماريا إنيس جيرا                | ماريا إنيس                                      | 2003  |
| مورس برنسيبوم أست              | وحشية                                           | 2003  |
| مالجورزاتا والويسكا            | ألهة القمر (بالبولندلية)                        | 2004  |
| بندراي                         | خليج ضوء القمر                                  | 2004  |
| إرثور هانلون                   | ميكانوميا                                       | 2006  |
| إسترباجنذا                     | ابن الخوف                                       | 2006  |
| لبريل                          | أوتومينتاليس                                    | 2006  |
| لارا فابين                     | في جولة الأمم المتحدة لايف9                     | 2006  |
| ب س ي 4 دي لاريمة              | شقي القمر                                       | 2006  |
| أن باكلي                       | ألهة سلتيك                                      | 2006  |
| أنا تروخا                      | أرهقني نسيانك جداً                               | 2006  |
| أسجارد                         | يدور حوله النجوم (بالألمانية)                   | 2006  |
| دانيلوا                        | سؤال شرف                                        | 2007  |
| هاجارد                         | حكايات من أثيريا                                | 2008  |
| خيسوس                          | البنفلوت السحرت                                 | 2008  |
| بالوما سان باسيو               | في جولة السعداء                                 | 2008  |
| كاترا                          | النسخة الفنلندية مونبويكدا من ألبوم داخل الوحش  | 2008  |
| رافيل                          | بعد خمسين عام                                   | 2008  |
| سوذانا لوبرانوا                | مهزلة حرب                                       | 2009  |
| بارب ب.هينيرفند، أريك ويسنيرجر | علي طريقتي من ألبوم ماء وخمر                    | 2009  |
| هيجلاند                        | قل لي لماذا                                     | 2008  |
| نويل إستشاجريس                 | واحدة ليست واحدة                                | 2010  |
| ناتشو كانو                     | ميكاندانسا                                      | 2010  |
| تياتروس ديس بامبيرس            | ابن القمر (بالإيطالية)من ألبوم رقصة ضوء القمر   | 2011  |
| فيكي لياندروس                  | خالد                                            | 2010  |
| ماريتس ديل بالي                | الجيل الجديد                                    | 2011  |
| فانيسيا ماي                    | في نسخة فيولين                                  |       |
| سومي جو                        | الحر وأبدع في نسخته (الإنجليزية _الكورية)       | 2011  |
| ماريتشي نويبو تيكليتلان        | أصوات مارياتشي روك                              | 2011  |
| أري دومباسي                    | المطربة اللاتينية                               | 2012  |
| دج سامي، نياه                  | ميكلوبروم بول 1 (نسخة إليكترونية)               | 2011  |

هناك فرق ناشئة لا حصر لها تناولت هذه الاغنية

## فيديو
منذ اللحظة الأولي، من انطلاق هذا الفيديو بين عامي 1986و 1987 , فيديو هذه الأغنية لم ينسب إلي ألبوم بين السما والارض، النسخة الأسبانية . تم نسب الفيديو فقط للنسخة الإيطالية، وللنسخة الفرنسية على التوالي، كل نسخة تم نشرها في وقت خاص بها، النسخة الإيطالية كانت الأغنية المنفردة (ابن القمر) تم نشرها ضمن الألبوم الذي يحمل نفس الاْسم 1989 . وبعد بضعة سنوات، في عام 1991 تم نشر النسخة الأسبانية والفرنسية، كلاهما تم نشره ضمن ألبوم (أيدالي), في طبعتيهم لفرنسا وللسوق الأسباني . غير معروف لماذا لم يتم نشر هذا الفيديو في اللحظة التي خرجت فيها الأغنية الأصلية للمرة الأولي في الراديو عام 1987 وأنتظر أربع سنوات بعد ذلك، حيث أدرك، في وقت مفاجئ، النسخة الأسبانية المعنية .
قامت أنا تروخا منفردة عام 2006 , من أجل ألبومها (نسيانك كلفني الكثير)تكريماً لفريقها بتطوير مقطع فيديو منفصل هذه المرة ولكن بلمسات أوابانجو أو مارياتشي . قامت أيضاً بالمشاركة في تجمع (بييسي4 للقافية) لموسيقي الراب (موسيقى الراب هو العنصر الأساسي في ثقافة الهيب هوب. والراب تقريبا يحتل المنطقة الرمادية بين الكلام والنثر والشعر والغناء. ويمكن أن يكون بإيقاع أو بدون.
وبختصار نستطيع تعريف الراب بانه موسيقى غنائية سريعة يقوم مؤديها بترديد (وليس غناء) إيقاعي سريع لكلمات الأغنية المكونة من عدد كبير من القوافي تعالج عدد من مواضيع والتي قد تكون شخصية اواجتماعية اوعاطفية اوسياسية وغالبا ما تكون مثيرة للجدل ومتحررة إلى حد كبير فهناك جراة في استخدام أي لفظ بدون أي تحفظ وهذا أكبر مشكلة لأغاني الراب التي تتعاض مع ثقافات وعادات الشعوب العربية.
ان مؤدي الراب لا يغني كلمات الأغنية بل يرددها وجمال صوته يعد عاملا ثانويا (ولا ننكر انه يوجد رابرية اصوتهم جميله ولكن عموما غير مهم في أغاني الراب الصوت) فممكن أي شخص يغني راب ولهذا السبب لا يسمى مغني بل مؤدي راب أو رابر Rapper.), متضامنة مع مطربين فرنسين بما في ذلك لمسة مطرب الراب التي تم غناؤها بثلاث لهجات في الوقت نفسه وهما الأسبانية، الإنجليزية والفرنسية . تم تصويره في الولايات المتحدة، بالرغم من أن كل كلمات الأغنية تم تغيرها حيث أن جزء الجوقة ظل بصوت أنا تروخا حيث غنت فقط بالفرنسية وجزء أخر بالأسبانية، لاْن (ابن القمر) هذه المرة كانت تشير إلي الأطفال والشباب الذين يعملون في ساعات الليل في أماكن فقيرة من إحدي المدن . 

## وصلات خارجية
- فيديو عن أغنية ابن القمر على يوتيوب